# Церква Різдва Пресвятої Богородиці та святого Антонія (Чернівці)
Церква Різдва Пресвятої Богородиці та святого Антонія в Чернівцях — парафія і храм греко-католицької громади Чернівецької єпархії Української греко-католицької церкви в місті Чернівці Чернівецької области.

## Відомости
24 січня 2020 року ряд інтернет-ЗМІ поширили інформацію про те, що парафіяни церкви разом з настоятелем домовилися цьогоріч уперше відсвяткувати Різдво 25 грудня, а не 7 січня. Вони припускають, що можуть бути першою в Україні єпархією УГКЦ, яка святкуватиме Різдво за новим стилем. Пізніше це було спростовано пресслужбою УГКЦ.
Діє спільнота «Матері в молитві»; братства святого Антонія та Матері Божої Неустанної помочі, апостольство доброї смерти, Вівтарна дружина, катехетична школа святого Антонія, біблійна школа.
У власности парафії є храм та новозбудований будинок катехетичної школи.

## Парохи
- о. Василь Гасинець (з 1998),
- о. сотрудник Віктор Чуляк (з 1 січня 2019).